# Philippe Buchez

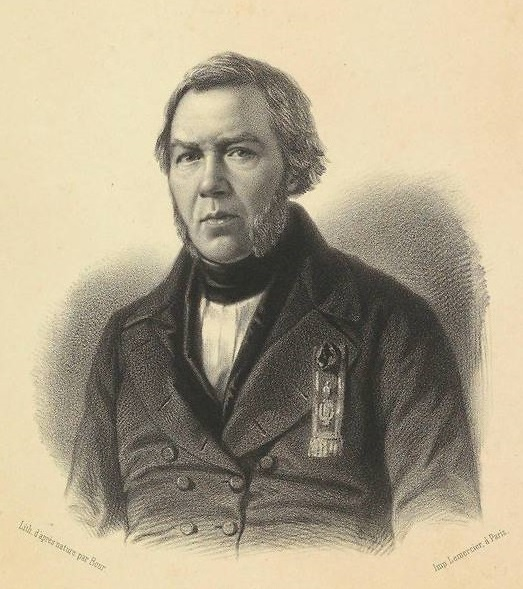
Philippe Buchez

Philippe Joseph Benjamin Buchez (Matagne-la-Petite, 31 maart 1796 - Rodez, 11 augustus 1865) was een Frans socioloog en politicus. Hij was een ideoloog van het christensocialisme en wordt beschouwd als de grondlegger van de Franse coöperatiebeweging. Buchez lag aan de basis van de oprichting van het eerste Franse arbeiderstijdschrift L'Atelier. In 1848 was hij gedurende een maand voorzitter van de Nationale Vergadering.

## Levensloop

### Opleiding en oprichting La Charbonnerie
Buchez werd geboren in Matagne-la-Petite, dat voor de Franse bezetting behoorde tot het Prinsbisdom Luik. De zuidelijkste gemeenten van het prinsbisdom, waaronder Matagne-la-Petite, werden niet opgenomen in het nieuw opgerichte departement Samber en Maas maar gingen deel uitmaken van het departement Ardennes. Zijn vader was bestuurscommissaris van het kanton Romerée waartoe Matagne behoorde. Na de staatsgreep van 18 Fructidor tijdens het Directoire in 1797 vestigde het gezin Buchez zich in Parijs.
Buchez studeerde er eerst Geschiedenis van de natuurwetenschappen aan de Jardin des Plantes maar na de dood van zijn vader in 1816, die tijdens de Restauratie zijn functie als ambtenaar van het octrooirecht al was kwijtgeraakt, ging hij geneeskunde studeren. Als hevig tegenstander van het herstel van de Bourbon-dynastie, was hij in 1821 samen met Armand Bazard een van de medestichters van de geheime groepering La Charbonnerie naar het model van de Italiaanse Carbonari. Buchez werd aangehouden in Metz maar kon na een korte gevangenisperiode naar Parijs terugkeren waar hij zijn geneeskundestudies hervatte. In 1825 studeerde hij er af met een proefschrift over intermitterende koorts.

### Saint-simonisme en christensocialistische ideologie
Op dat moment verscheen Le Nouveau Christianisme van de vroegsocialistische hervormingsdenker Claude Henri de Saint-Simon. Samen met zijn vriend Bazard werd Buchez een aanhanger van het saint-simonisme. Hij werkte mee aan het tijdschrift Le Producteur en publiceerde hierin een reeks artikelen over sociale psychologie, waarmee hij zijn naam maakte in de sociologie. Omstreeks 1828 kwam hij in aanvaring met de oprichter van het tijdschrift, Barthélemy Prosper Enfantin, omwille van diens pantheïstische koers en verliet de beweging.
Buchez begon zijn eigen ideeën te ontwikkelen en noemde deze het christensocialisme. In 1830 richtte hij de Société des amis du peuple op waar hij zijn nieuwe ideeën uiteenzette. In december 1831 begon hij met de uitgave van het tijdschrift Le Journal des Sciences morales et politiques, dat later de naam L'Européen kreeg. Hij lanceerde hierin, in navolging van de Brit Robert Owen, de oprichting van arbeidersverenigingen en productiecoöperaties, maar steeds met een christelijke inslag. Hierdoor konden de arbeiders zich bevrijden van het kapitalisme en ten volle konden genieten van het resultaat van hun arbeid. Om zijn ideologie ten uitvoer te brengen ontbrak hem het kapitaal, enkel de Parijse goudsmedenvereniging die hij in 1834 oprichtte, bleef bestaan tot in 1873.
In september 1840 richtten arbeiders, die geïnspireerd waren door de ideologie van Buchez, met diens goedkeuring het tijdschrift L'Atelier op. Het blad dat het orgaan van de morele en materiële interesses van de arbeiders werd verscheen tot in 1850. In het blad werd het concept van Buchez, dat de maatschappij werd gedragen door arbeidersverenigingen, verder uitgewerkt. Het was het eerste arbeiderstijdschrift dat in Frankrijk verscheen.
Tijdens de Julimonarchie begon hij naam te krijgen door de publicatie van het werk Introduction à la science de l'histoire, ou science du développement de l'humanité in 1833 waarin hij dieper inging op de morele fundamenten van de mensheid die voor hem een theologisch gegeven waren. Van 1833 tot 1838 publiceerde hij een 40-delige reeks Histoire parlementaire de la Révolution française met gevoerde parlementaire debatten en de commentaren hierop. Tussen 1838 en 1840 verscheen zijn belangrijkste werk, namelijk Essai d'un traité complet de philosophie, du point de vue du catholicisme et du progrès in drie delen waarin hij de morele, religieuze en de natuurlijke fenomenen van het menselijke bestaan beschreef. Een vierde en vijfde deel over de politiek zouden pas na zijn dood verschijnen.

### Politieke carrière
Bij de Februarirevolutie van 1848 was Buchez kapitein van de Nationale Garde. Op 24 februari was hij in de omgeving van het Tuilerieënpaleis ooggetuige van de vlucht van koning Lodewijk Filips. Na de installatie van de Tweede Franse Republiek verkoos de burgemeester van Parijs, Louis-Antoine Garnier-Pagès Buchez als zijn adjunct. Hij hield zich vooral bezig met de Nationale Garde en het opzetten van nationale werkplaatsen.
Hij werd op 23 april verkozen tot lid van de Nationale Vergadering en werd de eerste voorzitter van de nieuw verkozen vergadering. Na een maand werd hij opgevolgd door Jules Senard. Tijdens de Junioproer waarbij de arbeiders van de nationale werkplaatsen in opstand waren gekomen omdat ze gesloten werden, weigerde Buchez, nog steeds officier van de Nationale Garde die onder leiding stond van generaal Louis Eugène Cavaignac, de wapens op te nemen tegen de arbeiders. Het betekende meteen het einde van zijn politieke carrière. Na de presidentsverkiezingen van december 1848 toonde hij zich een tegenstander van de nieuwe president Napoleon III. In 1851 werd hij voor korte tijd gearresteerd.

### Na 1852
Tijdens het Tweede Franse Keizerrijk begon Buchez opnieuw te publiceren, zowel medische werken als politieke werken. Hij werkte mee aan de Encyclopédie du XIXe siècle waarvoor hij een twintigtal artikels schreef. Vanaf 1860 begon hij veel te reizen. In 1861 keerde hij terug naar zijn geboorteland België waar hij Antwerpen, Gent en Brugge bezocht. Het jaar nadien verbleef hij lange tijd in de Elzas en in 1864 in Bretagne. Tijdens een verblijf in augustus 1865 in Rodez in Auvergne kreeg hij last van een infectieziekte waaraan hij op 69-jarige leeftijd overleed.

## Publicaties (selectie)
- Précis élémentaire d'hygiène, Parijs, 1825
- Considérations générales sur les fièvres intermittentes, Parijs, 1825 (proefschrift)
- Introduction à la science de l'histoire ou Science du développement de l'humanité, Parijs, 1833
- Histoire parlementaire de la Révolution française, ou Journal des assemblées nationales depuis 1789 jusqu'en 1815, précédée d'une introduction sur l'histoire de France jusqu'à la convocation des États-Généraux, Parijs, 1833-1838, 40 delen
- Introduction à l'étude des sciences médicales, Parijs, 1838
- Essai d'un traité complet de philosophie, du point de vue du catholicisme et du progrès, Parijs, 1838-1840, 3 delen
- Théorie générale des fonctions du système nerveux, ou Démonstration de la loi de génération des phénomènes nerveux, Parijs, 1843
- Histoire de la formation de la nationalité française, Parijs, 1859
- Traité de politique et de science sociale, Parijs, 1866, 2 delen (postuum)